# Chiesa di San Michele Arcangelo (Napoli)
La chiesa di San Michele Arcangelo o San Michele a Port'Alba è una delle chiese monumentali che si affacciano su piazza Dante a Napoli.

## Storia
La chiesa, in origine, era chiamata Santa Maria della Provvidenza. La sua costruzione è databile circa 1620, ma fu rifatta nella prima metà del XVIII secolo da Domenico Antonio Vaccaro e espansa da Giuseppe Astarita; l'interno dell'edificio rappresenta uno dei maggiori capolavori dell'artista del primo Settecento.
La chiesa è stata riaperta dopo un lungo periodo di chiusura nei primi di ottobre del 2010.

## Descrizione
Di notevole interesse è la facciata in stile rococò a due ordini: al primo due coppie di lesene composite e al secondo due coppie di paraste con rigonfiamento alla base che incorniciano un diaframma polilobato, su di esso è posto un balconcino.
L'interno, a pianta allungata, conserva dipinti di Giuseppe Marullo (San Michele) e dello stesso Vaccaro (Sant'Irene e Sant'Emidio). La volta e le pareti presentano affreschi ottocenteschi di Lucio Stabile. Nei pressi dell'altare è collocata una pregevole statua lignea settecentesca raffigurante San Michele.
Nella sagrestia settecentesca sono conservati, oltre agli arredi dell'epoca, anche un lavabo marmoreo datato 1758, opera di Gaspare Lamberti con la supervisione di Nicola Tagliacozzi Canale; l'altare lavorato dal Canale, del 1768; due inginocchiatoi in radica di noce opera di Nunzia Tancredi che presentano incastonati due ovali in marmo raffiguranti l'Adorazione dei pastori e l'Adorazione dei magi, risalenti al 1772.